# تيملولت (أولاد مومنة)
تيملولت هي إحدى مشيخات المملكة المغربية، تتبع جغرافيا لإقليم شيشاوة وإداريًا لأولاد مومنة. يقدر عدد سكانها بـ 3223 نسمة حسب الإحصاء الرسمي للسكان والسكنى لسنة 2004.